# جيش القدس
جيش القدس كانت قوة من المتطوعين أسستها الحكومة العراقية في 17 شباط 2001 لمساعدة الفلسطينيين في تحرير فلسطين والقدس من إسرائيل. جاءت الفكرة بعد اندلاع الانتفاضة الفلسطينية الثانية في أواخر أيلول 2000. كان يمكن لكل من الرجال والنساء التطوع في جيش القدس. وقال خبراء إنه كان من المفترض أن تكون قوة تطوعية جماعية تضم وحدات نسائية ورجال.